# Alaminos (Laguna)
Alaminos (Bayan ng Alaminos) är en kommun i Filippinerna. Kommunen ligger på ön Luzon, och tillhör provinsen Laguna. Folkmängden uppgår till 36 120 invånare.
Alaminos är indelat i 15 barangayer.

## Galleri

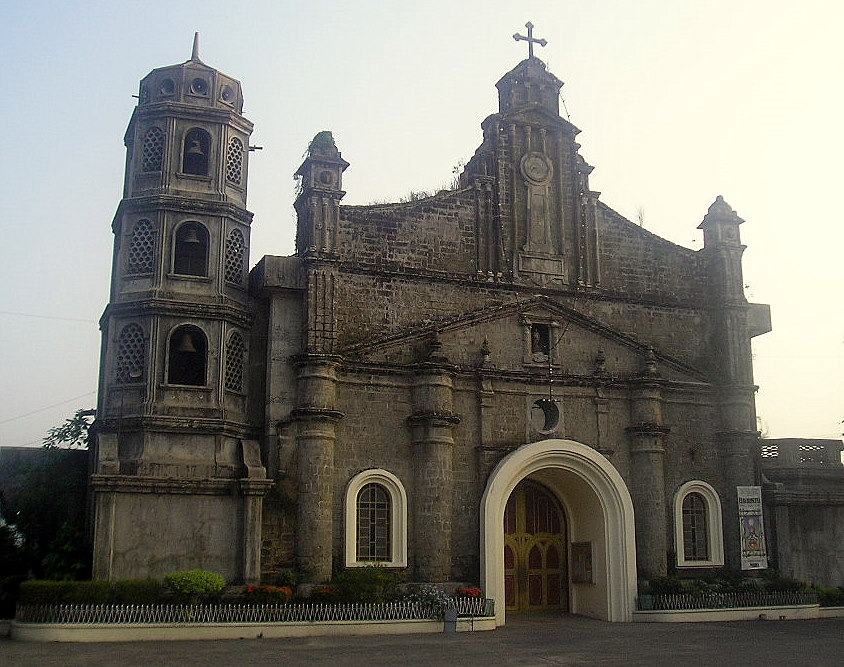